# Abdurrahman Wahid
Abdurrahman Wahid, ursprungligen Abdurrahman Addakhil, i dagligt tal känd som Gus Dur (fil), född 7 september 1940 i Jombang, Jawa Timur, Nederländska Indien, död 30 december 2009 i Jakarta, Indonesien, var en indonesisk muslimsk religiös och politisk ledare som var president i Indonesien mellan 1999 och 2001. Han var livslång ordförande i Nahdlatul Ulama och grundare av partiet Partai Kebangkitan Bangsa (PKB). Wahid var den först valda presidenten i Indonesien efter diktatorn Suhartos avgång år 1998.
Wahid avled 2009 efter en lång tids sjukdom.